# Drożyska Wielkie
Drożyska Wielkie is een plaats in het Poolse district  Złotowski, woiwodschap Groot-Polen. De plaats maakt deel uit van de gemeente Zakrzewo en telt 370 inwoners.